# Визволення Донбасу від фашистських загарбників (монета)
«Ви́зволення Донба́су від фаши́стських зага́рбників» — ювілейна монета номіналом 5 гривень, випущена Національним банком України. Присвячена 70-річчю вигнанню нацистських окупантів з Донбасу. Завдяки рішучим діям військ Південно-Західного та Південного фронтів було врятовано багато міст, сіл і промислових об'єктів Донбасу. 8 вересня 1943 року — вигнано нацистів з Донецька (Сталіно), а 22 вересня 1943 року — з усього Донбасу.
Монету введено в обіг 30 вересня 2013 року. Вона належить до серії «Друга світова війна».

## Опис монети та характеристики
| Номінал грн. | Метал      | Маса, грам | Діаметр, мм. | Якість виготовлення       | Гурт     | Тираж, штук |
| ------------ | ---------- | ---------- | ------------ | ------------------------- | -------- | ----------- |
| 5            | нейзильбер | 16,54      | 35,0         | спеціальний анциркулейтед | рифлений | 30 000      |

### Аверс
На аверсі монети розміщено: угорі півколом напис «НАЦІОНАЛЬНИЙ БАНК УКРАЇНИ», під яким праворуч малий Державний Герб України; у центрі — меморіальний комплекс, присвячений воїнам-визволителям, під ним — його назва «МЕМОРІАЛЬНИЙ КОМПЛЕКС „САВУР-МОГИЛА“»; рік карбування монети — «2013»; унизу — номінал «5/ГРИВЕНЬ» та логотип Монетного двору Національного банку України.

### Реверс
На реверсі монети на дзеркальному тлі зображено композицію: зірка зі стрічки ордена Слави, у центрі якої напис «70/років», лаврова гілка і розміщено написи «ВИЗВОЛЕННЯ ДОНБАСУ ВІД ФАШИСТСЬКИХ ЗАГАРБНИКІВ» (по колу) та «1943» (унизу).

## Автори

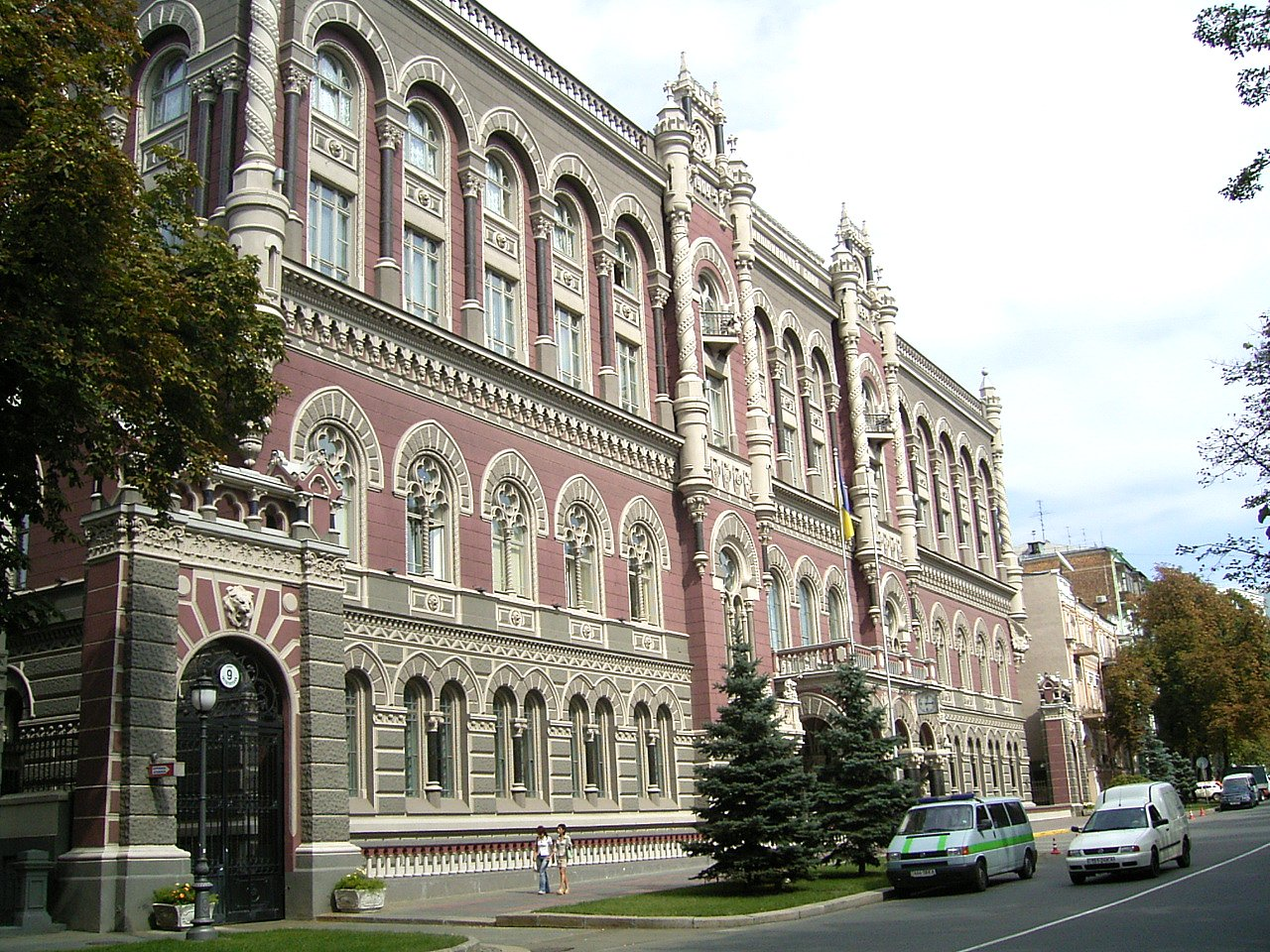
Будівля Національного банку України

- Художники: Атаманчук Володимир, Іваненко Святослав, Дуденко Світлана.
- Скульптори: Атаманчук Володимир, Іваненко Святослав, Чайковський Роман.

## Вартість монети
Під час введення монети в обіг у 2013 році, Національний банк України реалізовував монету через свої філії за ціною 20 гривень.
Фактична приблизна вартість монети, з роками змінювалася так:
| Рік        | 2014 | 2015 | 2016 | 2017 | 2018 | 2019 | 2020 | 2021 | 2022 | 2023 | 2024 | 2025 |
| ---------- | ---- | ---- | ---- | ---- | ---- | ---- | ---- | ---- | ---- | ---- | ---- | ---- |
| Ціна, грн. | 32   | 58   | 80   | 95   | 105  | 105  | 105  | 135  | 210  | 330  | 430  | 440  |